# Сесто-Кампано
Сесто-Кампано (італ. Sesto Campano) — муніципалітет в Італії, у регіоні Молізе,  провінція Ізернія.
Сесто-Кампано розташоване на відстані близько 145 км на схід від Рима, 55 км на захід від Кампобассо, 24 км на південний захід від Ізернії.
Населення — 2400 осіб (2014).
Покровитель — sant'Eustachio.

## Демографія
Населення за роками:

Станом на 1 січня 2023 року в муніципалітеті офіційно проживало 97 іноземців з 17 країн, серед них 36 громадян країн Євросоюзу та 4 громадяни України.

## Сусідні муніципалітети
- Чіорлано
- Міньяно-Монте-Лунго
- Прателла
- Презенцано
- Венафро